# محمد زاکاریف
محمد زاکاریف (به اوکراینی: Магамед Закарієв؛ زادهٔ ۱۹ ژوئیهٔ ۱۹۹۷)، یک کشتی‌گیر آزادکار اهل کشور اوکراین است.
از افتخارات وی می‌توان به کسب مدال برنز قهرمانی کشتی جهان ۲۰۲۱ اشاره کرد.

## فعالیت حرفه‌ای

### قهرمانی کشتی جهان ۲۰۲۱
زاکاریف در وزن ۹۷ کیلوگرم کشتی آزاد قهرمانی کشتی جهان ۲۰۲۱ اسلو شرکت کرد، او در مسابقه های اول تا سوم مکسول لاسی از کاستاریکا و سلیمان کارادنیز از ترکیه را شکست داد اما در نیمه نهایی به عبدالرشید سعدالله‌اف از روسیه باخت و به دیدار رده‌بندی رفت. وی در دیدار رده‌بندی الکساندر هوشتین از بلاروس را شکست داد و مدال برنز را بدست آورد.